# Contrôle laitier
Le contrôle laitier désigne à la fois le fait de mesurer la quantité de lait produite par les vaches durant leurs lactations et l'organisme chargé de réaliser ces mesures. En mesurant ainsi les performances des animaux, tant au niveau de la quantité de lait produite par les vaches qu'au niveau de sa qualité via les taux butyreux (matière grasse) et protéiques (matière azotée), le contrôle laitier permet de conseiller les éleveurs au niveau de l'alimentation des vaches pour que celle-ci correspondent à leur production et à repérer les meilleurs animaux afin de les sélectionner et faciliter l'amélioration génétique du troupeau.

## Origines
Les prémices du contrôle laitier datent de la fin du XIXe siècle, quand les éleveurs de Jersey et les Danois ont commencé à s'intéresser à la production laitière de leurs animaux, ce qui a rapidement débouché sur la création de « concours beurriers » et de « concours laitiers ». En France les premiers ont lieu au tout début du XXe siècle, et le phénomène prend rapidement de l'ampleur. Comme la pesée régulière du lait produit par une vache et l'analyse de sa composition demande un travail important, on créé des syndicats de contrôle laitier chargés de réaliser ces mesures. Ces syndicats sont au nombre de 31 en 1931.
Le contrôle laitier prend réellement son essor à partir des années 1960. Les techniciens qui viennent faire les pesées apportent divers conseils concernant l'alimentation des animaux, leur état sanitaire et la reproduction, permettant aux éleveurs de progresser fortement, ce qui compense le surcoût important lié à ce contrôle.